# ガス吸収
ガス吸収（がすきゅうしゅう、英: gas absorption）とは、気体原料と液体分離剤を接触させ、溶質ガスを液体へ移動させる操作である。
溶質ガスが物理的に溶解する場合を物理吸収、酸性ガスをアルカリ溶液で処理するなど化学反応を利用する場合を化学吸収という。
また、ガス吸収とは逆に原料液中の揮発成分をガス中に追い出す操作を放散という。

## 工業利用
代表的なガス吸収装置としては、
1. 充填塔
2. 多管式濡れ壁塔
3. スプレー塔
4. 気泡塔
5. 泡鐘塔

などがある。これらに並流または向流で気体と液体を流す。
気体流量には限界流量が存在し、液の自由な流下を妨げ始める段階（ローディング点）と液が流下できなくなる段階（フラッディング点）という。工業的にはローディング点近傍で運転される。